# Stenostephanus sessilifolius
Stenostephanus sessilifolius là một loài thực vật có hoa trong họ Ô rô. Loài này được (Oerst.) T.F. Daniel mô tả khoa học đầu tiên năm 2005.